# Karl von Gerstenberg

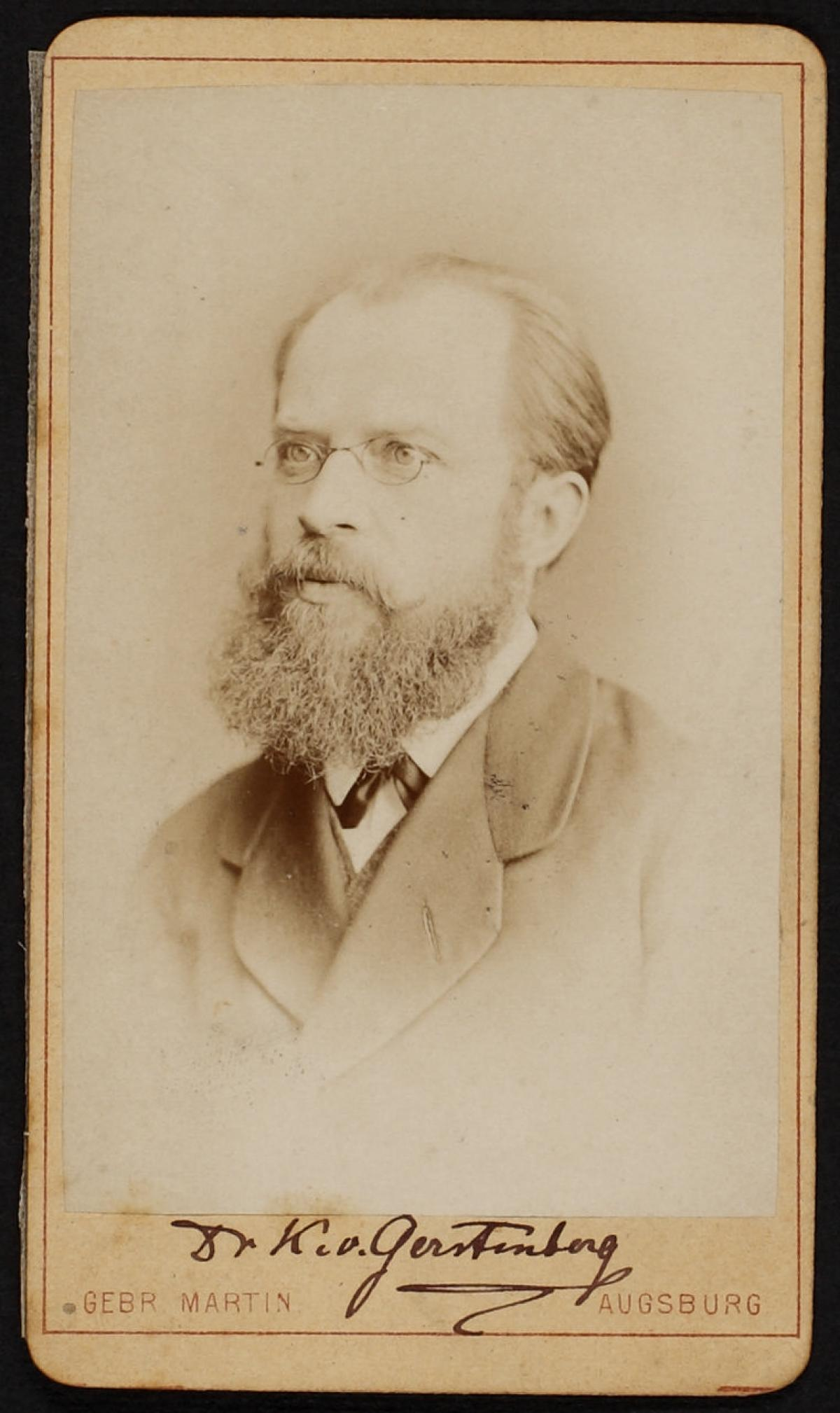
Karl von Gerstenberg

Franz Karl Louis Heinrich Georg von Gerstenberg (* 15. Juli 1838 in Weimar; † 1. Mai 1888 in Hamburg) war ein deutscher Schriftsteller, Dichter, Redakteur und Hochstapler, der auch unter den Pseudonymen Melchior von Kuttenpeitscher und Al. Berg (Alois Berg) publizierte.

## Leben und Wirken
Karl von Gerstenberg wurde am 15. Juli 1838 als Sohn von Caroline Johanne Christiane, geb. Bäßler, und vom Schillerfälscher Heinrich von Gerstenbergk geboren. Nach der Trennung seiner Eltern wuchs er bei seinem Vater auf. Nach dem Besuch des Gymnasiums in Weimar (ohne Abschluss) ging er 1855 nach Berlin und absolvierte eine Lehre zum Porzellanmaler. Er kam bei seinem Onkel mütterlicherseits Daniel Heinrich Schimmelpfennig von der Oye (1793–nach 1855), Vater des 1848/1849er Revolutionärs Alexander Schimmelpfennig, unter. Dieser vermittelte ihm auch 1857/1858 ein Studium an der Zeichenschule der Königlich Preußischen Akademie der Künste. Weitere nachgewiesene Zwischenstationen von Gerstenbergs waren zunächst Leipzig (1862/1863), Dresden (1864), Bessarabien (1864), Darmstadt (1866) und Bern (1871/1872).
1872 heiratete er in Bern die Schauspielerin Helene Pini (1847–1920), sie hatte am dortigen Stadttheater in von Gerstenbergs Stück Johann Huß mitgespielt. Ein Jahr später zogen sie nach Augsburg, und er wurde 1873 leitender Redakteur der Augsburger Allgemeinen Zeitung. 1875 verlor er diesen Posten wegen einer Verurteilung bezüglich häuslicher Gewalt gegen seine Ehefrau. Die Familie setzte sich noch vor seiner Abbüßung einer einmonatigen Haftstrafe nach Cannstatt ab, dort verließ er seine Frau mit einem der zwei gemeinsamen Kinder und ließ sich in Esslingen nieder. Die Ehe wurde bald darauf geschieden. Vermutlich 1877 siedelte von Gerstenberg nach Prag über und wurde dort Chefredakteur des Prager Tagblatts. Im Jahr 1880 zog er nach Braunschweig und wurde dort Chefredakteur der neu gegründeten Braunschweigischen Landes-Zeitung. Mehrmals wandte sich von Gerstenberg vergeblich an die Deutsche Schillerstiftung mit der Bitte um finanzielle Unterstützung. Ab etwa 1882 lebte er in Hamburg. Karl von Gestenberg starb am 1. Mai 1888 dort, knapp ein Jahr zuvor hatte er dort die 1862 geborene Marie Elise Catherine Margarethe Gehrcke geheiratet, diese gebar im Juli des Jahres noch einen gemeinsamen Sohn.
Zu Lebzeiten veröffentlichte Quellen zu von Gerstenberg sind hinsichtlich ihres Wahrheitsgehaltes mit Vorsicht zu behandeln, da diese auf Selbstauskunft beruhen und von Gerstenberg dabei häufig übertrieb oder hochstapelte. So ist z. B. kein Doktortitel, mit dem er sich rühmte, nachweisbar.

## Werke (Auswahl)
- als Hrsg.: K. v. Gerstenberg's illustrirter Volks-Kalender für das Schaltjahr 1868. Lohbauer, Zürich [1867] (online, abgerufen am 13. Dezember 2023)
- Politische Träumereien eines Wachenden am Rheinstrom. In: K. v. Gerstenberg's illustrirter Volks-Kalender für das Schaltjahr 1868. Lohbauer, Zürich [1867], S. 90–100 (online, abgerufen am 13. Dezember 2023).
- Geschichte der deutschen Literatur von der ältesten Zeit bis auf die Gegenwart mit besonderer Berücksichtigung schweizerischer Dichter. Für das Volk und die Schule bearbeitet. Lohbauer, Zürich 1868 (online, abgerufen am 30. Juni 2023).
- Schwert und Rose. Gedichte. Zürich-Neumünster 1870 (online, abgerufen am 30. Juni 2023).
- Die Kirche und das Christenthum der Zukunft. Ein Vortrag. Zürich-Neumünster 1870 (online, abgerufen am 3. Juli 2023).
- Johann Huß. Tragödie in fünf Aufzügen. Huber, Bern 1872 (online, abgerufen am 30. Juni 2023).
- Melchior von Kuttenpeitscher (Pseud.): Walhalla der Heiligen. Ein nützliches Lehr- und Bilderbuch für unheilige Zweifler. Bern 1873 (online Ausgabe 1875, abgerufen am 30. Juni 2023).
- mit Traugott Friedrich Streich: Arbeitsstätten und Werkzeuge der wichtigsten Handwerker. 24 Tafeln in lithographischem Farbendruck. Entworfen von Tr. Fr. Streich. Mit erläuterndem und geschichtlichem Text versehen. 3. Auflage, Schreiber, Esslingen und München 1875 (online, abgerufen am 30. Juni 2023).
- Die Rose von Himri. Kasachischer Volksroman. [Band 1-3]. Mercy, Prag 1878 (online Band 1, online Band 2, online Band 3, abgerufen am 30. Juni 2023)
- Nun rath' einmal! Illustrirtes Räthselbuch für artige Kinder. 2. Auflage, Schreiber, Esslingen 1878 (online, abgerufen am 30. Juni 2023).